# Morti nel 1112
| Questa pagina contiene informazioni ricavate automaticamente dalle voci biografiche con l'ausilio del template Bio e di un bot. L'aggiornamento è periodico e automatico e ricostruisce completamente la pagina. Se manca una persona in questa lista, sei pregato di non aggiungerla, ma accertati piuttosto che la sua voce biografica contenga il template Bio e che i dati anagrafici siano correttamente compilati. Se il template Bio manca, inseriscilo tu stesso o, in alternativa, metti l'avviso {{tmp\|Bio}} che ne segnala la mancanza. Se i dati riportati sono sbagliati, correggi direttamente la voce biografica; le modifiche saranno visibili in questa lista entro pochi giorni. Per chiarimenti vedi il progetto biografie. La lista contiene solo le 10 persone che sono citate nell'enciclopedia e per le quali è stato implementato correttamente il template Bio. Pagina aggiornata al 10 lug 2025. |

- 21 aprile - Bertrando II di Tolosa, conte (n. 1065)
- 25 aprile - Waldric, vescovo cattolico e politico inglese
- 13 maggio - Ulrico II di Carniola, nobile italiano
- 22 maggio - Enrico di Borgogna, nobile
- 5 ottobre - Sigebert di Gembloux, belga
- Giorgio II di Georgia, re
- Elimar I di Oldenburg, conte tedesco (n. 1040)
- Gibelino di Sabran, arcivescovo cattolico francese
- Matilde d'Altavilla, contessa (n. 1059)
- Tancredi di Galilea, cavaliere medievale italiano (n. 1072)